# توماس بليس
توماس بليس (بالإنجليزية: Thomas Bliss)‏ هو منتج أفلام أمريكي، ولد في 13 ديسمبر 1952.

## وصلات خارجية
- توماس بليس على موقع IMDb (الإنجليزية)
- توماس بليس على موقع قاعدة بيانات الفيلم (الإنجليزية)